# St. Laurentius (Geyer)

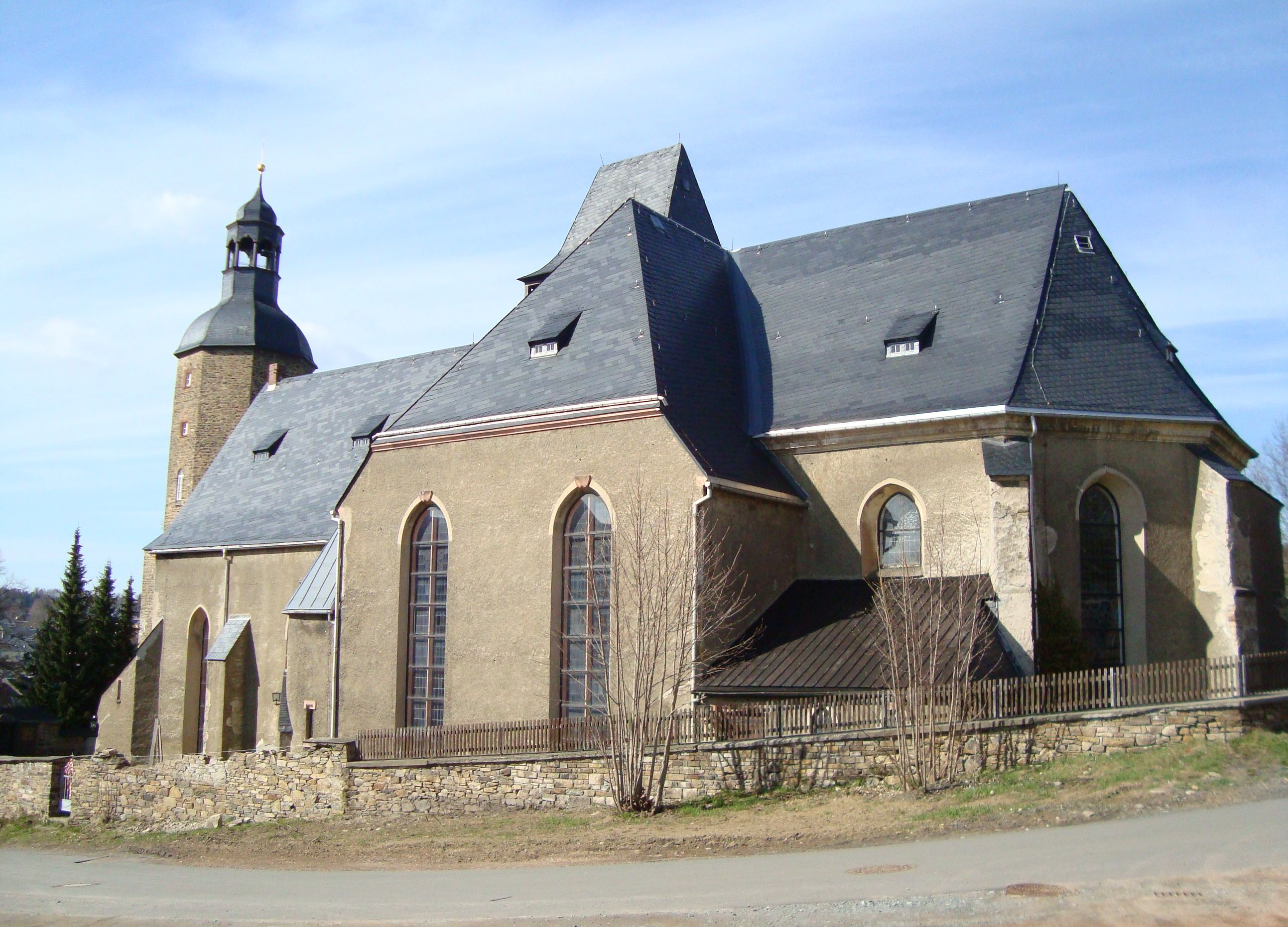
Laurentiuskirche Geyer

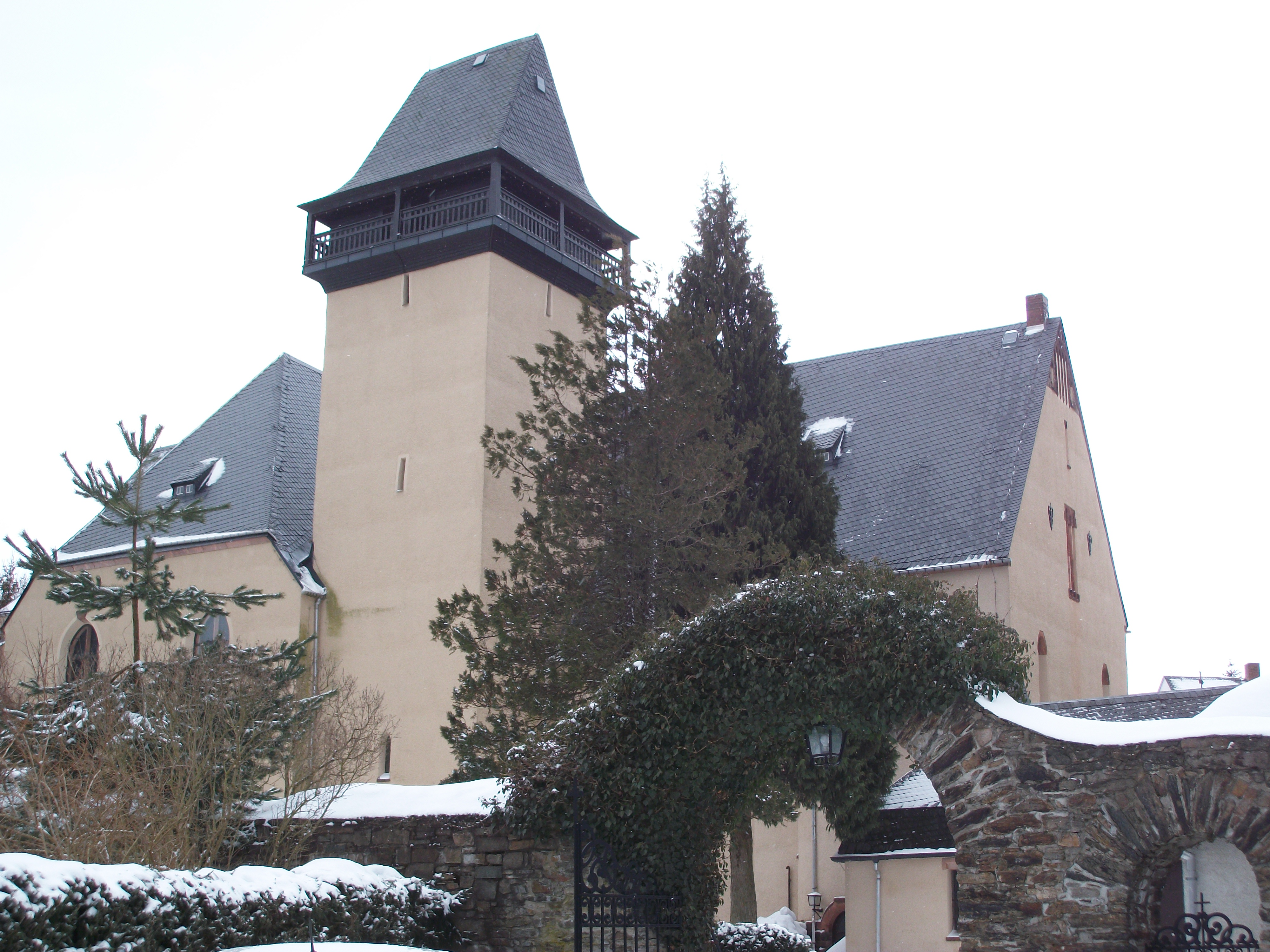
St.-Laurentius-Kirche mit dem Wachturm

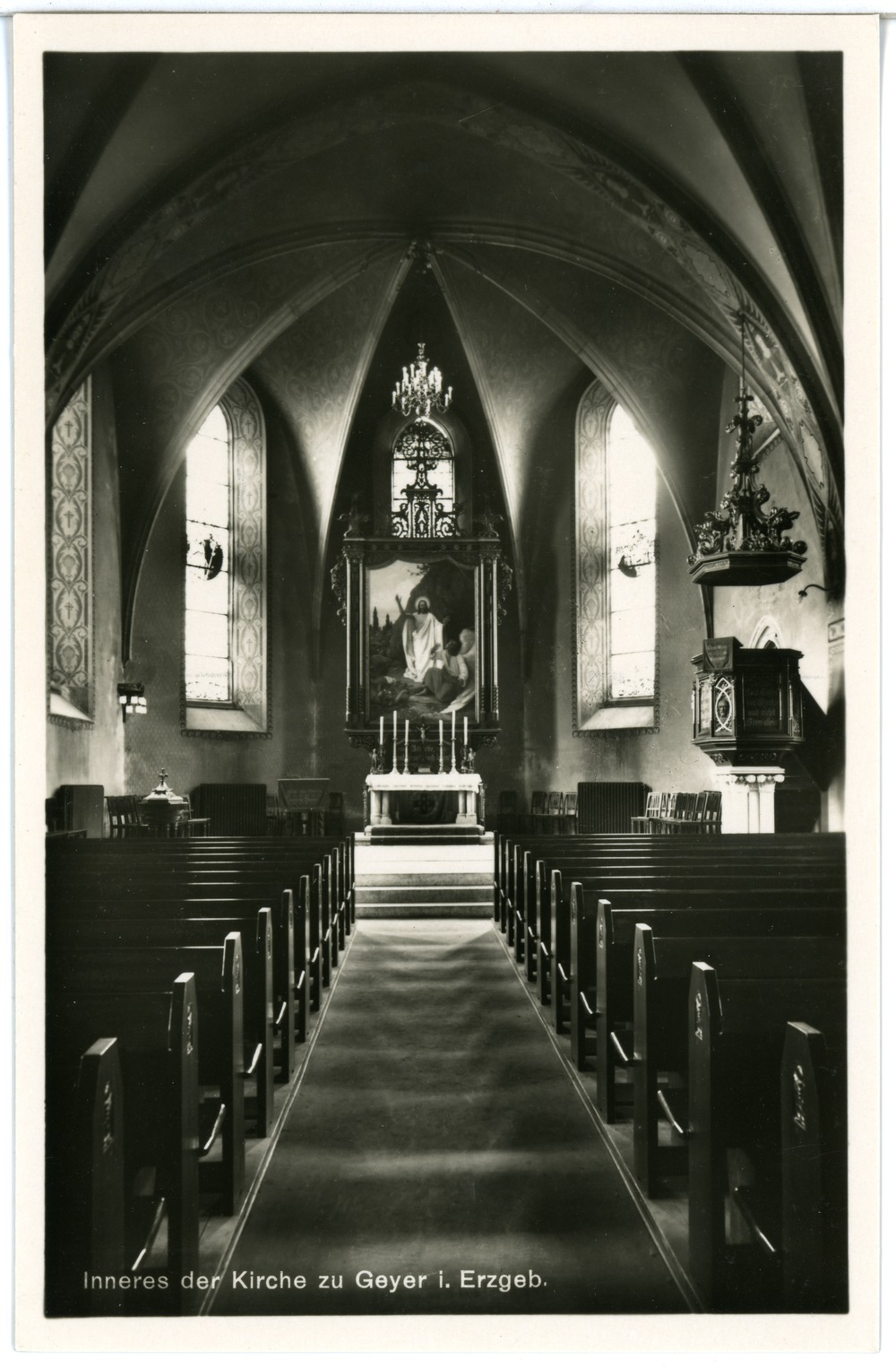
Innenansicht (um 1930)

Die evangelische Pfarrkirche St. Laurentius ist eine gotische, historistisch umgebaute Saalkirche in Geyer im Erzgebirgskreis in Sachsen. Sie gehört zur Kirchengemeinde Geyer im Kirchenbezirk Annaberg der Evangelisch-Lutherischen Landeskirche Sachsens.

## Geschichte und Architektur
Die einschiffige Kirche St. Laurentius liegt südöstlich des Marktplatzes am höchsten Punkt der Stadt; sie bildet mit dem davor gelegenen, zur Befestigung des Kirchhofes gehörenden Wachturm ein malerisches und eindrucksvolles Ensemble. Die Kirche entwickelte sich aus einer im Jahr 1476 erstmals genannten Kapelle; sie wurde nach der Zerstörung der Nikolaikirche 1491 bis 1506 zur neuen Stadtkirche umgebaut. Sie wurde von Woldemar Kandler in den Jahren 1908/09 unter Verwendung der alten Umfassungsmauern und des Turms mit einem zusätzlichen Querschiff neu errichtet. Gleichzeitig wurde der sogenannte Kreuzgang als Verbindung zum Wachturm erbaut.
Die Kirche ist ein langgestrecktes verputztes Bruchsteinbauwerk mit Querschiff, der Chor endet in einem Fünfachtelschluss. Der Turm an der Nordostseite ist über quadratischem Grundriss mit einem hölzernen Umgang unterhalb des geschweiften Walmdaches erbaut.
Das Innere ist mit Kreuzrippengewölben geschlossen und wird an drei Seiten von Emporen umgeben. An der Chorsüdseite ist ein spitzbogiger Durchgang mit verschränktem Stabwerk angelegt, an der Schiffsnordseite eine Pforte mit Vorhangbogen.

## Ausstattung
Die Ausstattung ist einheitlich aus der Zeit des Historismus erhalten. Die fast lebensgroßen Figuren einer thronenden Madonna und eines heiligen Nikolaus aus der Zeit um 1490 von einem Freiberger Meister (Meister des Altars von Geyer) befinden sich heute in der Albrechtsburg in Meißen. Ein zugehöriger Erasmus wurde in den 1980er Jahren verkauft. An der Westseite ist ein kurzer Kreuzgang angebaut, darin befinden sich vier spätgotische Figuren aus einer ehemaligen Ölberggruppe: Christus, Petrus, Johannes sowie vermutlich Jakobus der Ältere aus der Zeit um 1520 mit teils erneuerten Händen. Ein Gemälde erinnert an den 1844 verstorbenen Textilunternehmer Evan Evans, der als Begründer der sächsischen Baumwollindustrie gilt.
Die Orgel ist ein Werk von Jehmlich aus dem Jahr 1909 mit 37 Registern auf zwei Manualen und Pedal. Eine Glocke zersprang im Jahr 1535 und wurde im Jahr 1539 umgegossen, im Jahr 1540 wurde eine weitere Glocke gegossen.

## Wachturm
Der mittelalterliche Wachturm wird heute als Heimatmuseum genutzt; er wurde zum Schutz des Kirchhofeingangs erbaut und bildet mit der Kirche ein malerisches Ensemble. Das siebengeschossige Bauwerk ist ein Bruchsteinbau mit schiefergedeckter Haube und Laterne.